# HD 188097
HD 188097，又名CP-69 3072，SAO 254693、HR 7579，是一颗恒星，视星等为5.75，位于銀經326.39，銀緯-31.18，其B1900.0坐标为赤經19h 48m 21.5s，赤緯-69° -31.18′ 33″。